# Opovo
Opovo (en rus: Опово) és un poble de l'óblast de Vólogda, a Rússia, que el 2002 tenia 12 habitants.